# Мкртчян Ліліт Маратівна
Ліліт Мкртчян (9 серпня 1982, Єреван, СРСР) — вірменська шахістка, гросмейстер серед жінок від 1998 року. Чотириразова чемпіонка Вірменії (1995, 1998, 2000, 2005). Переможниця командного чемпіонату Європи (2003). Бронзова призерка чемпіонату Європи (2013).
Її рейтинг станом на березень 2020 року — 2388 (74-те місце у світі, 3-тє — серед шахісток Вірменії).

## Шахова кар'єра
1997 року в Єревані здобула срібну нагороду на чемпіонаті світу серед дівчат до 16 років. У 2001 році посіла п'яте місце на чемпіонаті світу серед юніорок до 20 років. На чемпіонаті світу 2001 року за олімпійською системою, що проходив у Москві, вийшла до другого кола, де поступилась Катерині Ковалевській. Значного успіху досягла 2002 року, коли у Варні здобула срібні нагороди чемпіонату Європи. На чемпіонаті світу 2004 у другому колі поступилась Пії Крамлінг. У 2005 році стала чемпіонкою Вірменії. 2006 року вдруге в кар'єрі здобула медаль чемпіонату Європи, цього разу бронзову. 2007 року виграла (разом з Наталією Здебською) меморіал Єлизавети Бикової, що проходив у Владимирі. У 2008 році була п'ятою на чемпіонаті Європи. Того самого року учетверте виступила на чемпіонаті світу, вийшовши до чільної вісімки (після перемог над Евою Мозер, Анною Гасик і Харікою Дронаваллі у четвертому раунді програла Хоу Іфань). 2009 року удруге в кар'єрі посіла другу сходинку п'єдесталу пошани на чемпіонаті Європи в Санкт-Петербурзі (на дограванні за золоті медалі програла Тетяні Косинцевій)
Багато разів представляла збірну Вірменії на командних змаганнях:
- Шахові олімпіади: 1996, 1998, 2000, 2002, 2004, 2006, 2008, 2010, 2012, 2014. Здобула індивідуальну бронзову медаль 2008 року[11],
- Чемпіонати світу: 2007, 2009, 2011, 2015. Індивідуальна срібна нагорода 2009[11],
- Чемпіонати Європи: 1997, 1999, 2003, 2005, 2007, 2009, 2011, 2013. Чотириразова призерка цих змагань, в тому числі, в командному заліку золото 2003 та бронза 2007, а також два срібла в індивідуальному заліку 2009 і 2013[11].

Першою в історії серед вірменських шахісток здолала рубіж у 2500 пунктів рейтинга Ело. Дотепер найвищий рейтинг мала станом на 1 березня 2010 року. Тоді з показником 2503 очка вона була 13-ю у світі.